# Rondas de Madrid

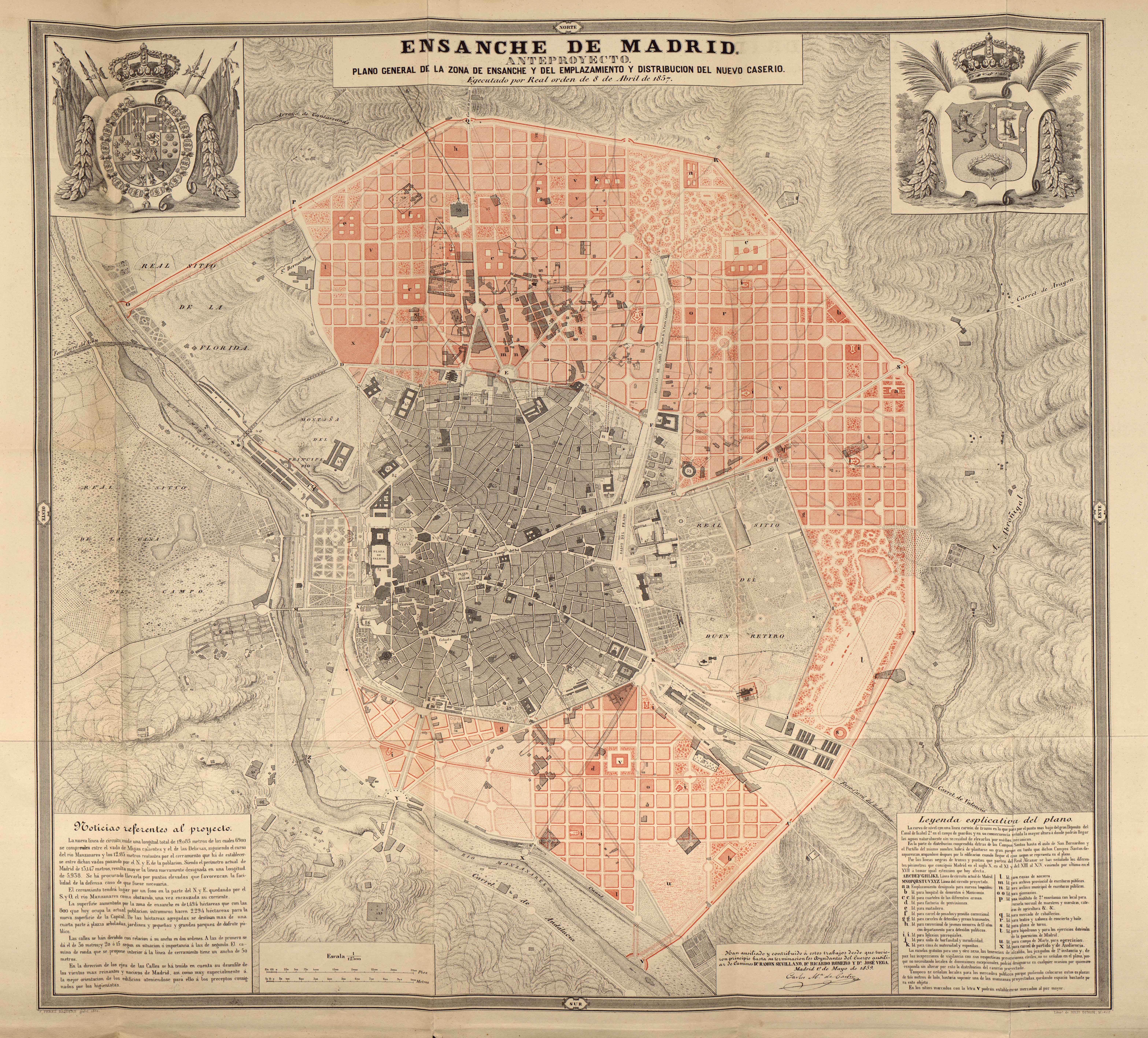
Anteproyecto del Ensanche de Madrid en 1861, en el plano ejecutado según Real orden de 8 de abril de 1857 por Carlos María de Castro, y grabado por F. Pérez Baquero.

Las rondas de Madrid son cuatro vías anchas que siguiendo un trazado continuado forman parte del primer anillo circunvalatorio de la capital de España en el arco sur del casco antiguo. Se han denominado también paseos de Ronda. De norte a sur y de este a oeste son sucesivamente: la Ronda de Atocha, la Ronda de Valencia, la Ronda de Toledo y la Ronda de Segovia. Tuvieron su continuación en el cinturón de los Bulevares madrileños, al oeste y al norte de la Villa, formando en su conjunto un elemento urbano perceptible entre el casco histórico y la trama urbana desarrollada entre los siglos dieciocho y diecinueve.
Dicho anillo sirve todavía de límite entre los distritos Centro y Arganzuela y está formado por las siguientes vías:
| vía               | inicio                          | final                           | longitud |
| ----------------- | ------------------------------- | ------------------------------- | -------- |
| Ronda de Atocha   | Plaza del Emperador Carlos V    | Calle de Valencia               | 550 m    |
| Ronda de Valencia | Calle de Valencia               | Glorieta de Embajadores         | 250 m    |
| Ronda de Toledo   | Glorieta de Embajadores         | Glorieta de la Puerta de Toledo | 700 m    |
| Ronda de Segovia  | Glorieta de la Puerta de Toledo | Calle de Segovia                | 1 km     |

## Trazado urbano
El trazado de las Rondas del límite sur de la ciudad de Madrid previo a su ensanche en el siglo xix, quedó determinado por la Cerca de Felipe IV. A diferencia de lo ocurrido en otras ciudades, donde la desaparición de las murallas supuso la aparición de nuevos espacios urbanos libres y el trazado de paseos de circunvalación (por ejemplo, el Ring de Viena), en Madrid, la falta de consolidación de los bordes de la ciudad, el anárquico o escaso desarrollo de las construcciones extramuros de la ciudad y la poca entidad arquitectónica de la cerca en sí misma no permitieron generar un nuevo espacio urbano, quedado supeditadas a un cinturón entre la vieja ciudad de los Austrias y el incipiente desarrollo preindustrial al sur de Madrid. Otros inconvenientes añadidos fueron la abrupta y sinuosa topografía entre la ciudad y el río Manzanares. 

### Diseño y nomenclatura históricos
El derribo de la cerca de Felipe IV generó un primer paseo de la Ronda compuesto por los siguientes tramos:
- Ronda del Conde Duque (en lo que luego serán las calles Serrano Jover y Santa Cruz del Marcenado)
- Ronda de Fuencarral (que incluía las de las calles Conde Duque y Alberto Aguilera)
- Ronda de Bilbao
- Ronda de Santa Bárbara
- Ronda de Recoletos (incluyendo las calles Carranza, Sagasta y Génova)
- Rondas de Alcalá (es decir, las calles de Serrano, Alcalá y O'Donnell)
- Ronda de Vallecas o Vicálvaro (la avenida de Menéndez Pelayo)
- Rondas de Atocha (sucesivamente, en dirección oeste-este, por la avenida de la Ciudad de Barcelona, antiguas rondas de Atocha y Valencia hasta Embajadores, desembocando en las también viejas rodas de Toledo y Segovia).[a]

El segundo paseo de la Ronda se desarrollaría ya en los primeros años del siglo xx y no llegó a concluirse. Se le conoció también como Ronda del Ensanche, y comprendía:
- Ronda del Puente de los Franceses a la plaza del Cardenal Cisneros
- Ronda de la Ciudad Universitaria
- Ronda de la Colonia Metropolitana
- Ronda de la Reina Victoria
- Rondas de los “puentes” (es decir, calles Raimundo Fernández Villaverde, Joaquín Costa, Francisco Silvela y Doctor Esquerdo)
- Ronda de Pedro Bosch a la plaza de Italia